# Church of Fear
Die Church of Fear (COF, deutsch: Kirche der Angst) war ein Projekt des deutschen Bühnenkünstlers Christoph Schlingensief, das sich kritisch mit der Verbreitung von Angst durch autoritäre Institutionen (Staat, Kirche) auseinandersetzte. Es wurden im Rahmen des Projektes unter anderem Kirchengebäude errichtet und Gemeinden gegründet. Die Aktion wurde gefördert durch die Kulturstiftung des Bundes.

## Geschichte
Zur 50. Biennale in Venedig im Jahr 2003 wurde das Projekt erstmals präsentiert. Am Eingang der Giardini wurden Besucher empfangen durch Mitglieder des Offenen Angstbündnisses sowie sieben Terrorgeschädigte, die dort auf Pfählen sieben Tage im Bekenntnis zu ihren Ängsten um die Wette saßen. Am anderen Ende des Biennalegeländes, im Garten des Arsenale, stand eine kleine Holzkapelle zur Verfügung, um sich über die COF zu informieren und um die „Angst-Beichte“ abzulegen.
Von hier aus startete die weltweite Prozession der Church of Fear, mit weiteren Stationen und Angstaktionen in Bhaktapur, London, Frankfurt am Main, Lüderitz, Bayreuth, Pingvellir und Köln. Unter anderen feierte die Church of Fear eine „Kultur der Angst“ und das Bekenntnis zur Angst. Die Macher baten um Hinweise auf terroristische Taten und bekämpften verbal das Terrormonopol der Politik. Weitere Aktivitäten waren Pfahlsitzwettbewerbe und Performance-Aktionen wie „schreitender Leib“ und „Abendmahl“. Eine materielle „Church of Fear“ für alle Religionen und Nichtgläubige wurde als Blechkirche in Bayreuth, als Holzkirche in Kördorf (Jammertal) durch den Holzkünstler Udo Havekost errichtet. Die Church of Fear gab an, 661 Gemeinden in ca. 30 Ländern und über 1100 Basisgruppen mit insgesamt 26372 eingetragenen Nicht-Gläubigen erreicht zu haben.
2005 errichtete die Church of Fear auf dem Dach des Museum Ludwig in Köln ein eigenes Kirchengebäude und bot ein Kontrastprogramm zum katholischen Weltjugendtag 2005.